# Валя-Адынкэ
Валя-Адынкэ (молд. Валя Адынкэ, в переводе с молдавского — «глубокая долина») — село в Каменском районе непризнанной Приднестровской Молдавской Республики. 
Административный центр Валя-Адынского сельсовета, куда кроме села Валя-Адынкэ также входят сёла Константиновка, Ульяновка.

## География
Село Валя-Адынкэ расположено на левобережье Днестра в глубокой живописной долине по дну которой протекает ручей, а склоны окружены известняковыми скалами. Село находится в 23 км от районного центра, и в 6 км от села Рашков и дороги Рыбница—Каменка. Оно протянулось более чем на 5,5 км вдоль долины ручья, насчитывает 377 дворов, площадь села составляет 244,4 га. На севере село заканчивается на границе с Украиной.

## История
Село относится к древним поселениям, так как глубокая долина обеспечивала хорошую защиту от нападений. В некоторых исторических документах было упомянуто, что в камне были высечены печи, кровати, утварь и несколько храмов и отсюда наша местность носила название «Монастырщина». В окрестностях села есть памятные места: так называемая «Хата Кармелюка» — грот, к в котором по преданию скрывался от царских властей один из лидеров крестьянского повстанческого движения на Украине Устим Кармелюк (1787—1835).
Село основано в 1847 году. Название села Валя-Адынкэ в переводе с молдавского означает «глубокая долина». В 1960 году колхозы сел Валя-Адынкэ и Рашков объединились в один колхоз им. «Владимира Ильича». В 1987 году произошло разъединение колхозов и в селе был создан новый колхоз «70 лет Великого Октября». В 2007 году он прекратил своё существование. В селе образовались 8 крестьянских хозяйств.

## Демография
Общее количество населения — 495 человек:
Национальность:
- русские — 15;
- украинцы — 436;
- молдаване — 43;
- татары — 1.

### Известные люди
В селе родились и умерли:
- Боярский, Ипатий Прокопович — Герой Социалистического Труда.
- Кордонская, Мария Евтихиевна — Герой Социалистического Труда.
- Хархалуп, Анна Максимовна — Герой Социалистического Труда.

## Социальная сфера
В ведении сельской администрации села Валя-Адынкэ (с общей численностью населения 335 человек) находятся ещё два соседних села, расположенных в 1,5—2 км от него: село Константиновка, численность которого составляет 279 человек и село Фёдоровка — 25 жителей. При этом, местные жители считают с. Фёдоровка продолжением Валя-Адынкэ, а с. Константиновка воспринимается населением данных трех селений как отдельное, но принадлежащее к одному целому, село. Так, например, школа для детей из трёх сел расположена в селе Валя-Адынкэ (29 учащихся из Константиновки и 41 — из сёл Валя-Адынкэ и Ульяновка), а детский сад — в селе Константиновка (12 детей из Валя-Адынкэ и Ульяновки, 15 детей из Константиновки); в зимнее время уроки физкультуры проводятся в помещении школы, а в летнее — на стадионе села Константиновка. По таким же исторически сложившимся принципам взаимопомощи, очередности и равноправия жителями данных сел отмечаются все события и праздники, например: праздник Защитника Отечества. Ученики школы рассказывают стихи, поют, поздравляют ветеранов возле памятников погибшим бойцам, сначала в селе Валя-Адынкэ, а затем в селе Константиновка. Также сообща активные и неравнодушные из числа жителей данных сел обсуждают и решают проблемы, которые считают своими, независимо от того, в каком из трёх сел они возникли.